# Crataegus androssovii
Crataegus androssovii är en rosväxtart som beskrevs av Kh. E. Esenova och R.S. Kerimova. Crataegus androssovii ingår i Hagtornssläktet som ingår i familjen rosväxter. Inga underarter finns listade i Catalogue of Life.